# 자유로 나들목
자유로 나들목(Jayuro IC)은 경기도 고양시 덕양구 토당동과 신평동, 그리고 행주외동에 걸쳐 설치된 수도권제1순환고속도로의 19번, 자유로의 나들목이다. 건설 당시 가칭은 신평 분기점이었으나, 1997년 11월 3일에 서울외곽순환고속도로 김포대교 구간이 개통되면서 신평 나들목으로 변경되었으며, 이후 2006년에 현재의 자유로 나들목으로 변경되었다. 비공식적으로 자유로 분기점이라고 불리기도 한다.

## 연혁
- 1992년 6월 18일 : 서울외곽순환고속도로 판교 ~ 일산 구간 신설을 위한 도로구역 결정으로 고양시 도시계획시설 교통광장에 신평 분기점을 고시[1]
- 1992년 8월 20일 : 분기점 신설을 위해 원능도시계획시설 교통광장에 고양군 지도읍 신평리 일대를 신평 분기점으로 고시[2]
- 1997년 10월 24일 : 2000년 12월까지 신평 ~ 지도 구간 신설을 위한 도로구역 결정으로 교통광장 변경[3]
- 1997년 11월 3일 : 서울외곽순환고속도로 김포대교 구간 개통에 따라 신평 나들목으로 영업 개시[4]
- 2001년 9월 11일 : 일산 나들목 방향 내선 구간 개통
- 2001년 9월 27일 : 일산 나들목 방향 외선 구간 개통
- 2005년 2월 1일 : 2006년까지 자유로 나들목 램프 차로 개량 공사를 위해 경기도 고양시 덕양구 토당동 구간 도로구역 변경[5]
- 2006년 : 자유로 나들목으로 변경

## 구조물 정보
- 위치: 경기도 고양시 덕양구 토당동, 신평동, 행주외동

## 접속하는 도로
- 국도 제77호선 (자유로)